# Thinobiosus
Thinobiosus is een monotypisch geslacht van kevers uit de familie van de kortschildkevers (Staphylinidae).

## Soort
- Thinobiosus salinus Moore & Legner, 1977